# Самади, Мохаммед
Мохаммед Самади (араб. محمد صمدي‎; род. 21 марта 1970, Рабат) — марокканский футболист, выступавший на позиции полузащитника за сборную Марокко.

## Клубная карьера
Мохаммед Самади начинал свою карьеру футболиста и всю её провёл в марокканском клубе ФАР из Рабата, столицы страны. В его составе он один раз выиграл Кубок Марокко, в 1999 году.  

## Карьера в сборной
Мохаммед Самади сыграл за Марокко в двух матчах футбольного турнира летних Олимпийских играх 1992 в Испании: группового этапа с Южной Кореей и Парагваем.
Полузащитник был включён в состав сборной Марокко на чемпионат мира по футболу 1994 года в США, где провёл две игры: группового этапа с Бельгией и Нидерландами.

## Достижения
ФАР
- Обладатель Кубка Марокко: 1998/99